# Mélissa Désormeaux-Poulin
Mélissa Désormeaux-Poulin (Quebec, 30 de julio de 1981) es una actriz franco-canadiense.

## Biografía
Mélissa Désormeaux-Poulin nació en una familia ajena al arte dramático: su madre es directora de comunicación y su padre es maestro. Estudió en una escuela de artes en Lanaudière.

## Trayectoria
Mélissa Désormeaux-Poulin hizo su debut como a los seis años en una campaña de publicidad de cereales. Fue elegida tras actuar en la serie Jamais deux sans toi (1989-1993), seguida por el papel de María en la serie Une faim de loup (1990). Su siguiente interpretación fue en la serie Les Héritiers Duval (1994-1996). Su versatilidad ha hecho que aparezca en roles tales como la discapacitada Madeleine (en Asbestos, 2002); una española comprometida (en Chartrand et Simonne, 2003); una traficante de drogas (en Grand  Ourse, 2003) y como una rebelde idealista (en Emma, 2000-2004).
El papel que la trajo de la mayoría de la fama, sobre todo entre los Canadienses de los adolescentes, es que en el éxito de la  franquicia sobre una escuela de natación del equipo. Ella tenía un papel regular en la serie de La Promesse, que terminó en 2012.
En 2008, participó en Dédé à travers les brumes de Sébastien Ricard. En 2010, interpretó a Jeanne Marwan en el Premio de la Academia nominado película Incendies.

## Filmografía

### Cinema
- 2005: La Sauvegarde
- 2007: Tomar la Zambullida (À vos marques... ¡fiesta!) : Gaby Roberge
- 2009: a Través de la Niebla (Dédé, à travers les brumes) : Sophie
- 2009: dar el paso 2 (À vos marques... ¡fiesta! 2) : Gaby Roberge
- 2010: Incendies : Jeanne Marwan
- 2012: Hors les murs : Anka
- 2013: Gabrielle : Sophie
- 2017: Trío (Le Viaje à trois): Estelle
- 2018: De La Orilla (Deriva): Catherine Beauregard

### Televisión
- 2020- : Épidémie : Chloé Roy-Bélanger
- 2016-2019: Ruptures : Ariane Beaumont
- 2014–2018: Mensonges : Carla Moreli
- 2014: 30 Vies : Lou Gauthier
- 2014: Ces gars-là : Amélie
- 2014: Subito texto : Isabelle Milani
- 2012: Mon meilleur ami : Eve
- 2012: Lance et compte : Marie-Josée Gignac
- 2010–2012: Les Rescapés : Thérèse Desbiens
- 2006–2011: La Promesse : Florence Daveluy
- 2004–2009: Il était une fois dans le trouble : Julia
- 2004: Les Bougon, c'est aussi ça la vie! : Floralie
- 2000–2004: Ramdam : Isabelle
- 2000–2004: Emma : Sara Bernard
- 2000–2004 : Le Monde de Charlotte : Judith
- 2003: Grande Ourse : Colombe
- 2002: Asbestos : Madeleine
- 2003: Chartrand et Simonne, la suite : Spanish militant in FRAP.
- 2001: L'Enfant de la télé : Rita
- 1998: Coroner Premier rôle : Cathia Hunter
- 1997: La Courte Échelle II : Ozzie
- 1997–1999: La Part des anges : Camille Dansereau
- 1994–1996: Les Héritiers Duval : Marie-Andrée Régnier
- 1993: Écoute ton cœur : Pascale
- 1989–1993: Jamais deux sans toi : Marie-Andrée Régnier
- 1991: Livrofolies, Alice au pays des merveilles : Alice
- 1991: Livrofolies, Les Malheurs de Sophie : Sophie
- 1990: Une faim de loup : Marie

### Teatro
- Danse, petites désobéissances : Ève

## Premios y nominaciones
| Año  | Organización                          | Premio                                             | Trabajo   | Resultado |
| ---- | ------------------------------------- | -------------------------------------------------- | --------- | --------- |
| 2011 | Premios Jutra                         | Mejor Actriz (Mejor Actrice)                       | Incendies |           |
| 2011 | Vancouver Círculo De Críticos De Cine | Mejor Actriz de reparto en una Película Canadiense | Incendies |           |
| 2014 | Premios Jutra                         | Mejor Actriz de reparto (Mejor Actrice de Soutien) | Gabrielle |           |